# FIDE Women's Grand Swiss 2021
Il FIDE Women's Grand Swiss 2021 è stata la prima edizione femminile del FIDE Grand Swiss. Si è disputato a Riga dal 25 ottobre all'8 novembre del 2021. Il torneo prevedeva 11 turni a sistema svizzero e la partecipazione di quarantanove iscritte, la prima classificata si qualificava al Torneo delle candidate del 2022-2023.
Il torneo è stato vinto dal grande maestro cinese Lei Tingjie che ha totalizzato 9 punti su 11.

## COVID-19
Originariamente il torneo avrebbe dovuto disputarsi sull'Isola di Man, ma nell'agosto del 2021 la FIDE decise di trasferire la sede della seconda edizione del torneo a causa delle stringenti norme contro la pandemia di COVID-19 ancora in vigore sull'isola.
Tuttavia a pochi giorni dall'avvio del torneo la Lettonia attraversa una fase difficile della gestione della pandemia e annuncia un nuovo lockdown il 20 ottobre. La FIDE ottiene di poter disputare l'evento, accettando misure di sicurezza stringenti.

## Criteri di qualificazione
Sono invitate al torneo le prime 40 di una classifica basata sulla media dei punteggi Elo in un intervallo di 12 mesi fra luglio 2020 e giugno 2021. Le altre 10 partecipanti sono scelti attraverso i seguenti criteri:
- Un giocatore per ogni zona continentale - 4 giocatrici;
- Wild card della FIDE - 3 giocatrici;
- Wild card degli organizzatori - 3 giocatrici.

## Formato
Il tempo di gioco è di 90 minuti per le prime 40 mosse, 30 minuti aggiuntivi fino alla fine dell'incontro. Incremento di 30 secondi a mossa da mossa 1. Le patte d'accordo sono vietate prima della 30ª mossa.

### Spareggio tecnico
In caso di parità in classifica di due o più giocatori all'ultimo turno, i criteri di spareggio saranno i seguenti:
- Bucholz Cut 1;
- Bucholz;
- Sonneborn-Berger;
- Scontri diretti;
- Sorteggio.

### Montepremi
Il montepremi totale era di 125 000 dollari, distribuiti nel modo seguente:
| P. | Premio     | P.      | Premio    |
| -- | ---------- | ------- | --------- |
| 1º | 20 000 USD | 7º      | 7 000 USD |
| 2º | 16 500 USD | 8º      | 6 000 USD |
| 3º | 14 000 USD | 9º      | 5 000 USD |
| 4º | 12 000 USD | 10º     | 4 000 USD |
| 5º | 10 000 USD | 11º-15º | 2 500 USD |
| 6º | 8 000 USD  | 16º-20º | 2 000 USD |

## Partecipanti
Il 10 agosto 2021 la FIDE annuncia una lista di 40 qualificate e 20 riserve, il 30 settembre viene annunciata la lista dei partecipanti. Delle qualificate hanno rinunciato alla partecipazione Aleksandra Gorjačkina (che ha preferito disputare l'edizione Open), Humpy Koneru, Kateryna Lahno, Tan Zhongyi, Ju Wenjun, (già qualificate al orneo delle candidate 2022-2023), Anna Muzyčuk, Sarasadat Khademalsharieh, Hou Yifan.
| P. | Giocatrice              | Elo FIDE |
| -- | ----------------------- | -------- |
| 1  | Marija Muzyčuk          | 2536     |
| 2  | Aleksandra Kostenjuk    | 2526     |
| 3  | Nana Dzagnidze          | 2525     |
| 4  | Dronavalli Harika       | 2511     |
| 5  | Polina Šuvalova         | 2510     |
| 6  | Lei Tingjie             | 2505     |
| 7  | Jansaya Aebdimaelik     | 2502     |
| 8  | Alina Kašlinskaja       | 2493     |
| 9  | Dinara Säduakasova      | 2489     |
| 10 | Nino Batsiashvili       | 2486     |
| 11 | Antoaneta Stefanova     | 2475     |
| 12 | Natal'ja Pogonina       | 2467     |
| 13 | Lela Javakhishvili      | 2465     |
| 14 | Elisabeth Pähtz         | 2465     |
| 15 | Günay Məmmədzadə        | 2459     |
| 16 | Pia Cramling            | 2455     |
| 17 | Zhu Jiner               | 2455     |
| 18 | Elina Danielyan         | 2450     |
| 19 | Valentina Gunina        | 2446     |
| 20 | Meri Arabidze           | 2441     |
| 21 | Batkhuyagiin Möngöntuul | 2433     |
| 22 | Ekaterina Atalık        | 2429     |
| 23 | Julija Os'mak           | 2428     |
| 24 | Anastasija Bodnaruk     | 2425     |
| 25 | Vol'ga Badel'ka         | 2422     |
| 26 | Alisa Galljamova        | 2421     |
| 27 | Natalija Buksa          | 2417     |
| 28 | Vaishali Rameshbabu     | 2414     |
| 29 | Olga Girya              | 2410     |
| 30 | Leya Garifullina        | 2409     |
| 31 | Irina Bulmaga           | 2407     |
| 32 | Jolanta Zawadzka        | 2407     |
| 33 | Aleksandra Mal'cevskaja | 2407     |
| 34 | Sophie Milliet          | 2407     |
| 35 | Irene Sukandar          | 2406     |
| 36 | Karina Cyfka            | 2405     |
| 37 | Anna M. Sargsyan        | 2402     |
| 38 | Bıbisara Asaubaeva      | 2400     |
| 39 | Monika Socko            | 2385     |
| 40 | Jovanka Houska          | 2381     |
| 41 | Hoang Thanh Trang       | 2380     |
| 42 | Ketevan Arachamija      | 2380     |
| 43 | Salome Melia            | 2371     |
| 44 | Carolina Lujan          | 2340     |
| 45 | Maria Eizaguerri Floris | 2328     |
| 46 | Divya Deshmukh          | 2305     |
| 47 | Laura Rogule            | 2286     |
| 48 | Shrook Wafa             | 2173     |
| 49 | Jesse Nikki February    | 1857     |

## Classifica
La classifica delle prime dieci, dopo undici turni:
| P. | Nome                       | Elo  | Punti | B.   |
| -- | -------------------------- | ---- | ----- | ---- |
| 1  | Lei Tingjie (CHN)          | 2505 | 9,0   | 64,5 |
| 2  | Elisabeth Pähtz (DEU)      | 2475 | 7,5   | 69,5 |
| 3  | Zhu Jiner (CHN)            | 2455 | 7,5   | 67,5 |
| 4  | Marija Muzyčuk (UKR)       | 2537 | 7,0   | 69,0 |
| 5  | Dronavalli Harika (IND)    | 2511 | 7,0   | 64,5 |
| 6  | Lela Javakhishvili (GEO)   | 2446 | 7,0   | 64,5 |
| 7  | Vol'ga Badėl'ka (RUS)      | 2438 | 7,0   | 61,0 |
| 8  | Aleksandra Kostenjuk (RUS) | 2518 | 6,5   | 68,5 |
| 9  | Natal'ja Pogonina (RUS)    | 2467 | 6,5   | 66   |
| 10 | Bıbisara Asaubaeva (KAZ)   | 2400 | 6,5   | 62,5 |